# Maserati A6 GCM
La A6 GCM è un'autovettura da competizione monoposto costruita dalla Maserati dal 1951 al 1953.
Le prime due serie furono progettate dagli ingegneri Vittorio Bellentani e Alberto Massimino, ed erano basate solo marginalmente sulla Maserati GCS. Il telaio era derivato dalla Maserati 4CLT/48, ma si dimostrò non adeguato per la grande potenza del motore.
Il modello fu quindi modificato più volte, e al debutto nelle competizioni, al Gran Premio d'Italia del 1952, il telaio fu irrobustito, il motore fu rivisto e fu prevista la doppia accensione Magneti Marelli. Nel 1953, con l'arrivo alla Maserati di Gioachino Colombo la A6 GCM fu completamente rivisitata. Il propulsore fu potenziato e il telaio fu costruito tubolare con una struttura a traliccio, molto resistente agli sforzi torsionali.
Con queste migliorie la A6 GCM spezzò l'egemonia della Ferrari nei Gran Premi.
Ne furono realizzati 12 esemplari.

## Introduzione
La A6 GCM appartiene alla famiglia delle A6, che comprende molti modelli, sia da strada che da competizione. Il nome derivava da:
- A6: il nome della serie, “A” da Alfieri (Maserati), “6” per 6 cilindri;
- G: “ghisa”, il materiale del monoblocco;
- C: “corsa”;
- M: monoposto.

Un modello derivato, la Tipo 6 CS (“Corsa Sportivo”) era una barchetta che fu indicata anche come buona concorrente delle monoposto di Formula 2, nonostante il suo piccolo motore. Così la Maserati decise di sviluppare un modello specifico che fosse in regola rispetto alle regole della FIA nelle competizioni.

## Caratteristiche tecniche
Il motore in linea a sei cilindri da due litri di cilindrata con doppio albero a camme in testa e 12 valvole, 3 carburatori Weber doppio corpo, erogava da 160 bhp a 197 bhp di potenza. Il propulsore fu sviluppato da Alberto Massimino e Vittorio Bellentani in tre serie, ed aveva le seguenti caratteristiche:
- Inizialmente aveva 1987 cm³ di cilindrata (a corsa lunga, alesaggio x corsa 72,6x80 mm) con un rapporto di compressione di 13,5:1, ed erogava 160 bhp di potenza[1]. Questa versione fu costruita dal 1951 al 1952;
- La serie successiva aveva una cilindrata di 1988,1 cm³ (corsa breve, 75x75 mm, e rapporto di compressione 13,5:1 con doppia candela di accensione) ed erogava 180 bhp[1]. Fu fabbricato nel 1952.
- L'ultima versione aveva una cilindrata di 1959,5 cm³ (corsa ancora più corta 76,2x72 con un rapporto di compressione 12:1 con doppia candela di accensione) ed erogava 197 bhp[1]. Fu costruito nel 1953.

Il motore era associato ad un cambio a quattro rapporti e permetteva alla vettura di raggiungere i 250 km/h di velocità massima.
Il telaio fu sviluppato da Medardo Fantuzzi. La vettura era fabbricata in alluminio pesava tra i 550 kg ed i 570 kg, a seconda del motore usato.
Le sospensioni posteriori erano ad assale rigido con molle a balestra di tipo cantilever, mentre quelli anteriori erano a molle elicoidali. Entrambi erano combinati con ammortizzatori “Houdaille” e barra stabilizzatrice.
I freni erano a tamburo a comando idraulico.
Il passo era compreso tra i 2280 mm ed i 2310 mm dell'ultima versione. La carreggiata anteriore fu inizialmente 1278, poi ridotta a 1200 mm, quando la vettura ebbe delle ruote più larghe nell'ultima versione. Per lo stesso motivo la carreggiata posteriore fu ridotta da 1225 mm a 1160 mm. Il modello montava ruote a raggi.

## L'evoluzione

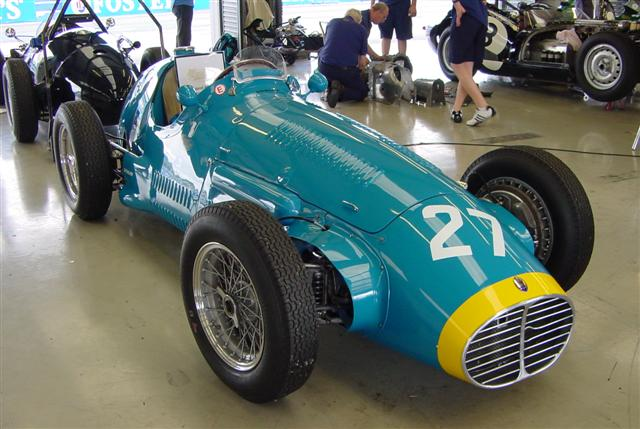
La Maserati A6GCM “interim” o A6SSG con i colori del Siam, guidata da Prince Bira

La versione del 1953 fu progettata da Gioachino Colombo, che modificò profondamente la vettura. Adesso la potenza del motore era quasi 200 bhp, e la vettura aveva nuove sospensioni e freni migliorati. La carrozzeria fu rivisitata e sul frontale fu installata una griglia ovale. Questa versione era conosciuta come A6 GCM “interim” o A6SSG.
La A6 GCM prefigurò il modello successivo, la 250F. Alcuni degli ultimi esemplari della A6 GCM, prodotti alla fine del 1952 e nel 1953, furono convertiti nel 1954 nella 250F.

## Risultati sportivi
La A6 GCM partecipò alle corse di Formula 1 (con 9 podi) e di Formula 2 (10 podi), oltre a Gran Premi che non valevano per i campionati, all'inizio degli anni cinquanta.
Il suo palmarès parla di 151 partecipazioni e 81 gare terminate, 23 podi e 6 vittorie nei Gran Premi.

### I podi conquistati
| Classe    | Data   | Gara                              | Pilota                  | Posizione | Squadra                   |
| --------- | ------ | --------------------------------- | ----------------------- | --------- | ------------------------- |
| F 1       | 9/1952 | Gran Premio d'Italia 1952         | José Froilán González   | 2         | Officine Alfieri Maserati |
| F 1       | 1/1953 | Gran Premio d'Argentina 1953      | José Froilán González   | 3         | Officine Alfieri Maserati |
| F 1       | 6/1953 | Gran Premio d'Olanda 1953         | Felice Bonetto          | 3         | Officine Alfieri Maserati |
| F 1       | 6/1953 | Gran Premio del Belgio 1953       | Onofre Marimón          | 3         | Officine Alfieri Maserati |
| F 1       | 7/1953 | Gran Premio di Francia 1953       | Juan Manuel Fangio      | 2         | Officine Alfieri Maserati |
| F 1       | 7/1953 | Gran Premio di Francia 1953       | José Froilán González   | 3         | Officine Alfieri Maserati |
| F 1       | 7/1953 | Gran Premio di Gran Bretagna 1953 | Juan Manuel Fangio      | 2         | Officine Alfieri Maserati |
| F 1       | 8/1953 | Gran Premio di Germania 1953      | Juan Manuel Fangio      | 2         | Officine Alfieri Maserati |
| F 1       | 9/1953 | Gran Premio d'Italia 1953         | Juan Manuel Fangio      | 1         | Officine Alfieri Maserati |
| F 2       | 9/1952 | Gran Premio di Modena 1952        | José Froilán González   | 2         | Officine Alfieri Maserati |
| F 2       | 3/1953 | Gran Premio di Siracusa 1953      | Emmanuel de Graffenried | 1         | Enrico Platé              |
| F 2       | 4/1953 | Lavant Cup 1953                   | Emmanuel de Graffenried | 1         | Privato                   |
| F 2       | 5/1953 | Gran Premio di Napoli 1953        | Juan Manuel Fangio      | 2         | Officine Alfieri Maserati |
| F 2       | 5/1953 | Gran Premio di Napoli 1953        | José Froilán González   | 3         | Officine Alfieri Maserati |
| F 2       | 5/1953 | Eifelrennen                       | Emmanuel de Graffenried | 1         | Privato                   |
| F 2       | 9/1953 | Gran Premio di Modena 1953        | Juan Manuel Fangio      | 1         | Officine Alfieri Maserati |
| F 2       | 9/1953 | Gran Premio di Modena 1953        | Onofre Marimón          | 2         | Officine Alfieri Maserati |
| F 2       | 9/1953 | Gran Premio di Modena 1953        | Emmanuel de Graffenried | 3         | Officine Alfieri Maserati |
| F 2       | 6/1954 | Grand Prix des Frontières         | Prince Bira             | 1         | Privato                   |
| Non-Camp. | 1/1954 | Gran Premio di Buenos Aires 1954  | Roberto Miéres          | 2         | Privato                   |
| Non-Camp. | 4/1954 | Grand Premio di Pau               | Roberto Miéres          | 3         | Officine Alfieri Maserati |
| Non-Camp. | 6/1954 | Gran Premio di Roma 1954          | Harry Schell            | 2         | Privato                   |
| Non-Camp. | 8/1954 | Circuito di Pescara               | Harry Schell            | 3         | Privato                   |